# Sadko NEXT
Der Sadko NEXT (russisch Садко NEXT) ist ein Lastwagen des russischen Fahrzeugherstellers Gorkowski Awtomobilny Sawod. Das Modell wurde 2014 vorgestellt und ersetzt den älteren GAZ-3308. Eine Serienfertigung wurde für Mitte 2015 und neuerlich 2018 angekündigt, tatsächlich begann sie jedoch schrittweise erst ab April 2019. Unter der Bezeichnung GAZon NEXT existiert seit längerem eine Variante des Fahrzeugs ohne Allradantrieb, entsprechend ist dies der Nachfolger des GAZ-3307.

## Beschreibung

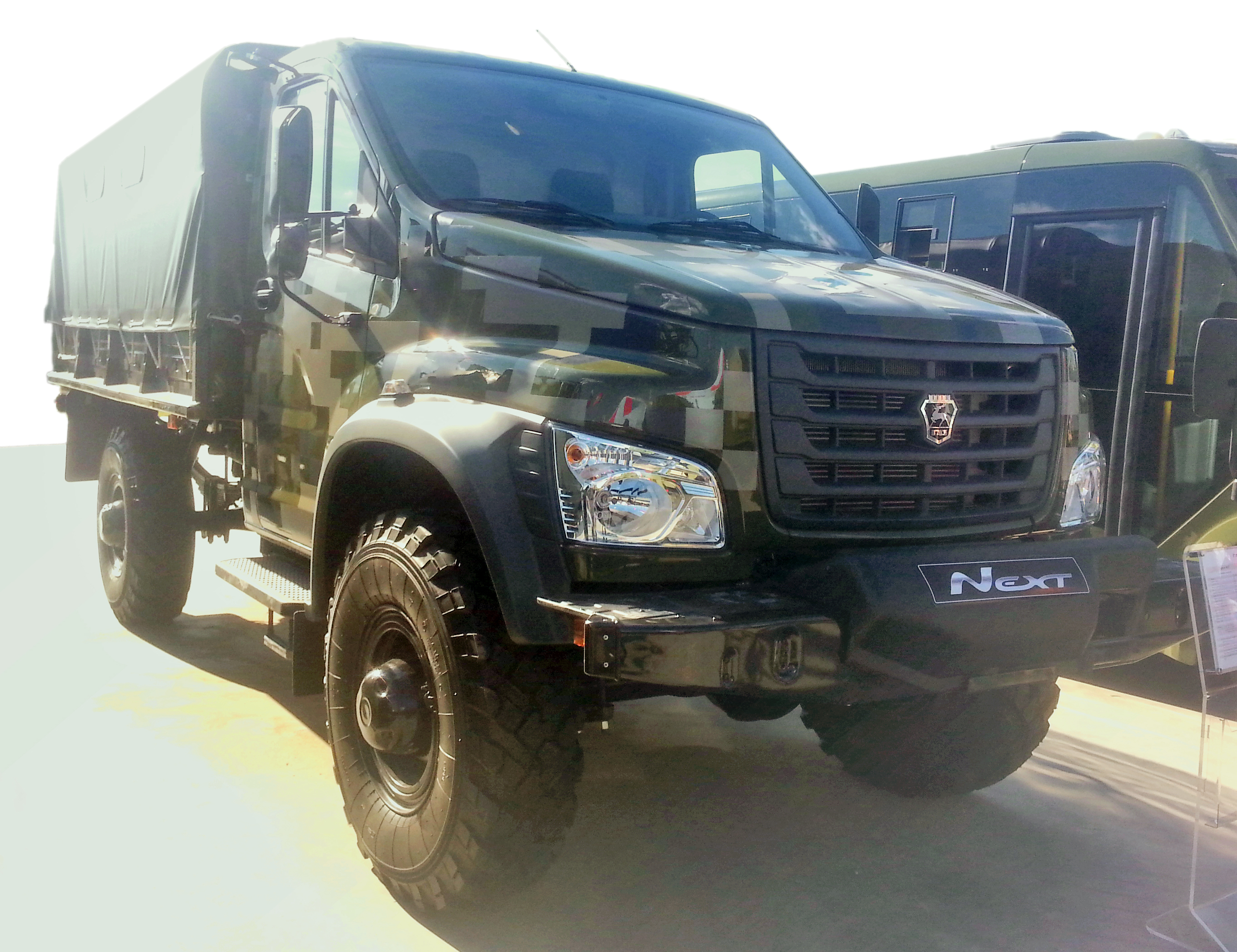
Ein Sadko NEXT auf einer russischen Messe (2015)

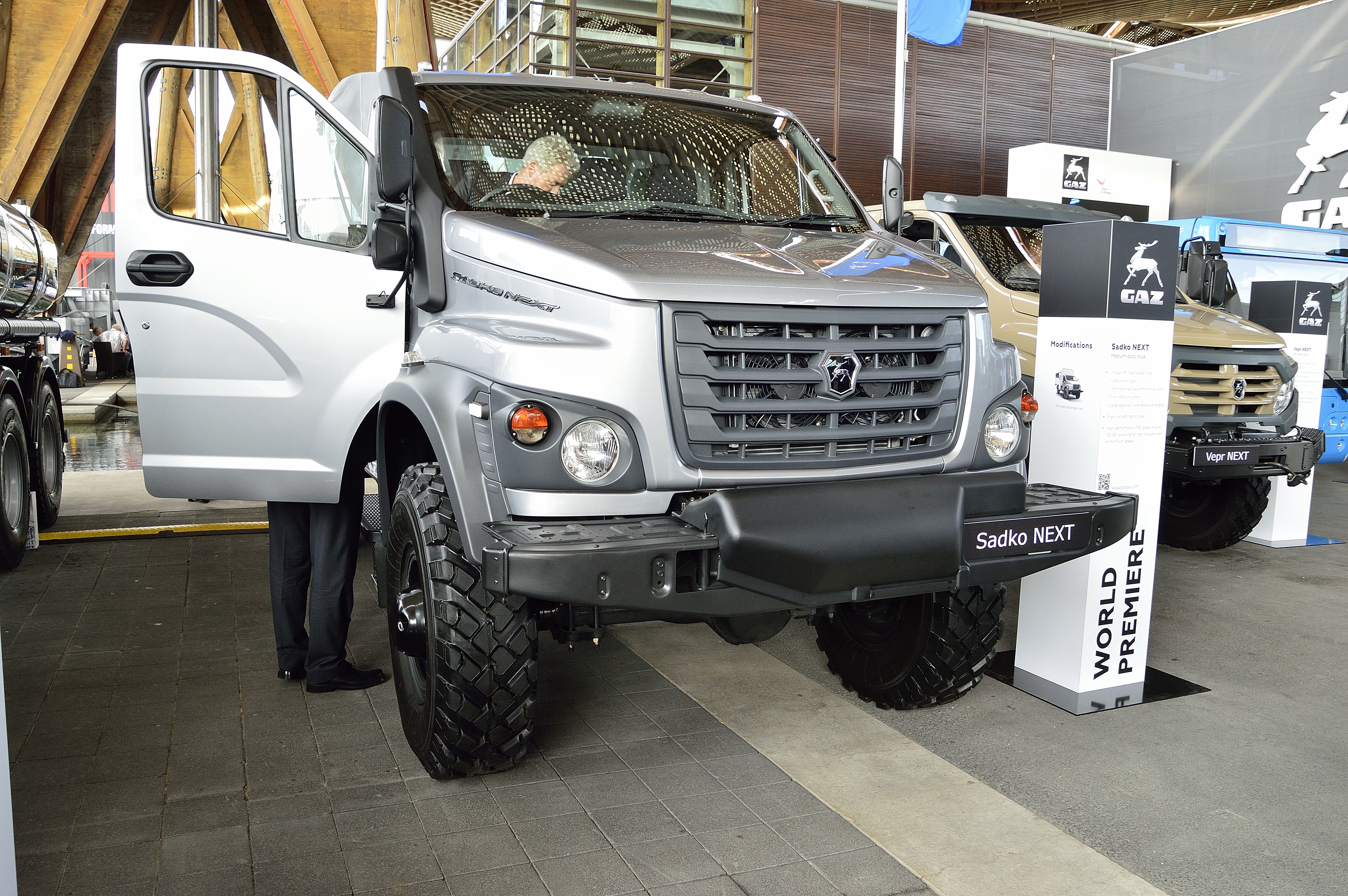
Rechtsgelenkter Sadko NEXT auf der IAA (2018)

Bereits 2014 stellte das Gorkowski Awtomobilny Sawod Ersatz für die teilweise seit 25 Jahren produzierten Lastwagen im Bereich von etwa sieben Tonnen Gesamtgewicht vor. Während das Modell ohne Allradantrieb, der GAZon NEXT, bereits im dritten Quartal 2014 in die Serienproduktion ging, war dies beim Sadko NEXT nicht der Fall. Stattdessen stattete man die alten Modelle mit neuen Motoren aus.
Später im Jahr 2014 wurde der Beginn einer Serienfertigung für den Sommer 2015 angekündigt, ebenso wurden technische Daten bekannt gegeben. Damals war vorgesehen, verschiedene Varianten des Lastwagens zu fertigen. Es sollten zwei unterschiedlich lange Fahrgestelle gebaut werden, eine Modellvariante mit 3,77 Meter Radstand (als GAZ-C41A23 bezeichnet) und eine verlängerte Ausführung mit 4,51 Meter (GAZ-C42F43). Auch Fahrzeuge mit Doppelkabine sollten angeboten werden, ähnlich wie beim GAZon NEXT.
Eine weitere öffentliche Präsentation erfolgte im September 2018 auf der Internationalen Automobil-Ausstellung. Seither wird das Modell weltweit auch auf militärischen Messen präsentiert, so etwa im November 2018 auf der Indo Defence in Jakarta, Indonesien. In der Europäischen Union und in Nordamerika kann das Fahrzeug nicht vermarktet werden, da es mit Dieselmotoren ausgerüstet ist, die lediglich die Abgasnormen Euro III, Euro IV oder Euro V einhalten. Mit Stand Januar 2019 wurde das neue Fahrzeug vom Hersteller noch nicht offiziell vermarktet.
Im April 2019 begann GAZ mit der Serienproduktion. Zunächst wurden nur rechtsgelenkte Fahrzeuge für den Export gebaut. Erst im September wurde mit dem Verkauf der Fahrzeuge im russischen Inland begonnen. Mittlerweile werden mehr als 150 unterschiedliche Varianten angeboten, darunter auch Varianten mit längerem Radstand oder Doppelkabine.

## Technische Daten
Für die seit 2019 in Produktion befindliche Version mit Pritsche und kurzem Radstand.
- Motor: Vierzylinder-Dieselmotor mit Turbolader und Ladeluftkühler
- Motortyp: JaMZ-53443
- Leistung: 109,5 kW (149 PS) bei 2300 min−1
- Drehmoment: 490 Nm bei 1200–2100 min−1
- Hubraum: 4,43 l
- Zylinderbohrung: 105 mm
- Hub: 128 mm
- Verdichtung: 17,5±0,6:1
- Getriebe: mechanisches Fünfganggetriebe mit Rückwärtsgang
- Höchstgeschwindigkeit: 95 km/h
- Bremssystem: pneumatische Zweikreisbremse mit ABS, Trommelbremsen an allen Rädern
- Bordspannung: 12 V
- Batteriekapazität: 2 × 110 Ah
- Steigfähigkeit: 60 %
- Wattiefe: bis 1200 mm
- Antriebsformel: 4×4

Abmessungen und Gewichte
- Länge: 6530 mm (mit Seilwinde)
- Breite: 2335 mm
- Breite über Außenspiegel: 2620 mm
- Höhe über Kabine: 2655 mm
- Höhe über Plane: 2800 mm
- Radstand: 3770 mm
- Bodenfreiheit: 315 mm
- Trockengewicht ohne Ersatzrad: 4400 kg
- Leergewicht: 4590 kg
- zulässiges Gesamtgewicht: 6850 kg
- Achslast vorne: 3200 kg
- Achslast hinten: 4200 kg
- Zuladung: 2260 kg, 3000 kg ohne Aufbau
- zulässige Anhängelast: 2600 kg
- Sitzplätze: 3 bis 7
- Reifengröße: 12,00R18